# Angraecum chaetopodum
Angraecum chaetopodum är en orkidéart som beskrevs av Rudolf Schlechter. Angraecum chaetopodum ingår i släktet Angraecum och familjen orkidéer. Inga underarter finns listade i Catalogue of Life.